# Zoltán Aladár
Zoltán Aladár (álneve: Homoródi Zoltán; szignója: -n.-r.; Homoródszentmárton, 1929. május 31. – Marosvásárhely, 1978. július 9.) erdélyi magyar zeneszerző, zeneíró, zenekritikus, szerkesztő, pedagógus, folklorista.

## Életpályája
Középiskolai tanulmányait Székelykeresztúron és Kolozsváron, a Brassai Sámuel Líceumban végezte (1948), majd a Gheorghe Dima Zeneművészeti Főiskolán szerzett oklevelet zenetanári (1951), zeneszerzési (1952) és karmesteri szakon (1953). Előbb a főiskolán gyakornok, majd tanársegéd (1950–55); 1955–60 között a Művelődés munkatársa, szerkesztő, a zenei rovat vezetője. 1954-től a Román Zeneszerzők Szövetségének, 1960-tól a Román Zeneszerző Szövetség Marosvásárhelyi Fiókjának titkára, 1968-tól a Szövetség egyik alelnöke. 1965-től haláláig a marosvásárhelyi Állami Filharmónia igazgatója volt. Az ő igazgatása alatt indult be a Marosvásárhelyi Zenei Napok elnevezésű hangversenysorozat.
Zenei tárgyú tanulmányait, esszéit, kritikáit az Utunk, Igaz Szó, Új Élet, Előre, Vörös Zászló, A Hét, románul a Muzica közölte.
Zeneszerzői munkásságában fontos helyet foglal el az énekhang, elsősorban az énekkari muzsika: Benkő András szerint műveinek mintegy négyötöde kórusmű, ebből is mintegy negyedszáz kórusciklus.

## Munkássága

### Kórusciklusai nyomtatásban
- Jelszavak fegyverével (1951),[1]
- Négy magyar népdal (vegyes kar, 1952);
- Nyárádmenti népdalok (vegyes kar, 1954);
- Tíz madrigál (vegyes karok, Diósszilágyi Ibolya verseire, 1956);
- Madárdalok (kórusszvit, 1958); Szállj, dal (28 gyermekkar, 1963);
- Téli esték (népdalok férfikarra, 1969);
- Régi diákdalok (Pálóczi Horváth Ádám gyűjteménye alapján, vegyes karra, 1972);
- Három szilágysági népdal (vegyes karra, 1971);
- Petőfi-dalok (vegyes és férfikarra, 1973);
- Három gyergyói népdal (vegyes karra, 1976);[2]
- Hét kóruspoéma (vegyes karokra, Kányádi Sándor, Gerhard Eike, Majtényi Erik, Ana Blandiana, Marin Sorescu, Nina Cassian verseire, 1977).

### Vokálszimfonikus műveiből
- Kicsi madár (szvit szopránra, tenorra és kamarazenekarra, 1955; átdolgozása Korondi táncok, valamint Madárdalok címmel, 1958);
- Második kantáta (csángó szövegre és dallamokra, 1957);
- Csángó dalok (alt és zenekar, 1958);
- Nyújts kezet (Majtényi Erik versére, 1960);
- Öt lírai dal (Kosztolányi Dezső, Tóth Árpád, Dsida Jenő, Juhász Gyula, József Attila verseire, tenorra és zenekarra, 1963).

Számos népdalfeldolgozásában népi zenekarra bízza a kíséretet: Dalok az ifjúságról és a szerelemről (népdalkantáta szólókra, vegyes karra és népi zenekarra, 1953); Csokros szegfű, majoránna (szoprán, tenor népi zenekar, 1964), stb.
Zenés színpadi művei változatos műfajokban a gyermek- és felnőtt közönséghez egyaránt szóltak. Írt bábszínházi kísérőzenét (A kecske és a három gidó. 1964; Karcsi cirkuszba megy. 1967), színpadi kísérőzenét (Méhes György: Szépike és Csúfika. 1954; Lope de Vega: Dacból terem a szerelem. 1956; Shakespeare: Vízkereszt, vagy amit akartok. 1963; Anavi Ádám: Kecskelovag. 1971).
A népdalfeldolgozások végigkísérték alkotói útján, a különböző énekegyüttesek és népi zenekarokat foglalkoztató zenés-táncos jelenetek, ill. vokális kamarazene keretében.

### Zenés-táncos jelenetek
- Búzakoszorú (gyermekkórusra, szólistákra, népi zenekarra, 1959);
- Gyermekjátékok (gyermekkórus, népi zenekar, 1960; átdolgozott változata Bíborkáné lánya címmel, 1962);
- Párválasztás (táncszvit kórusra és népi zenekarra, 1965);
- Farsangi esték (zenés-táncos jelenet narrátorra, szólistákra, kórusra, népi zenekarra, 1969); *Bihari leánykérők – Peţitori din Bihor. Hommage à Béla Bartók (1971);
- Tatrangi borica (vegyes karra és népi zenekarra, 1973).

Népdalfeldolgozásaiban viszonylag gyakran választotta az énekhangot zongorakísérettel (Három vistai népdal, 1952; Két válaszúti népdal, 1952; később mindkét műnek elkészítette népi zenekari változatát is Négy magyar népdal címmel, 1968), ill. a mezzoszopránt zongora (Három román népdal, 1964), a baritonszólistát népi zenekar-kísérettel.

### Szimfonikus műveiből
- Divertimento (vonószenekarra és két klarinétra, 1952);
- Nyitány (1955); Korondi táncok (szvit népi zenekarra sóvidéki zenei anyag alapján, 1957; átdolgozva szimfonikus zenekarra, 1960);
- Ünnepi nyitány (1961); I. szimfónia (1961);
- Marosmenti táncok (szimfonikus szvit, 1968);
- Kis szvit (külföldön Suita picola címmel vált ismertté, 1970);
- II. szimfónia (Laudus terrae natalis, 1972);
- Bevezetés és allegro (1977);
- Bihari rapszódia (Bartók emlékének szánva; befejezetlen).

Első szimfóniája a Kolozsvári Filharmónia közreműködésével, Emil Simon vezényletével az Electrecord hanglemezgyár (1972), második a marosvásárhelyi filharmónia zenekarával, Szalman Lóránt vezényletével, szintén az Electrecord kiadásában (1979) jelent meg.

### Kamarazeneművei
- Nonett (1953);
- Románc (hegedűre és zongorára, 1953);
- Szonáta fagottra és zongorára (1955);
- Vonósnégyes (1965);
- Szonáta szólóklarinétra (1977).

### Dalok
- Az én két asszonyom (Ady Endre, 1947);
- Öt lírai dal (Az öröm illan, Tavalyi szerelem, Anna örök, Ilona, Rejtelmek, 1963).

## Kötete
- Karvezetők könyve (Szalman Lóránttal és Forró Lászlóval, Bukarest, 1968).

## Szerkesztései
- Dalgyűjtemény. Kórusművek vegyes, gyermek-, női és férfikarra (uo. 1958);
- Înalţă-te cîntec – Szálljon dalunk. Kóruskötet két nyelven (Mv. 1966);
- Armonii corale – Összecsengő szólamok. Válogatás a kórusirodalomból. I. Kánonok és madrigálok (uo. 1972).

## Díjak, elismerések
Pályafutása során számos díjat nyert: az országos VIT verseny III. díját (1953), az Enescu zeneszerzési díjat (Román Akadémia, 1967), a Ion Vidu kórusverseny díját (1970), a II. szimfóniával a Zeneszerzők Szövetségének díját (1972).